# Explosion d'intelligence
L'explosion d'intelligence est une prédiction qui postule que l'amélioration de l'intelligence (par manipulation génétique, par intelligence artificielle (IA)) aura pour résultat des améliorations ultérieures à intervalles de temps toujours plus courts et une augmentation de l’intelligence exponentielle dont le résultat hypothétique est parfois nommé « la singularité technologique ».
La notion d'« explosion d'intelligence » a été décrite par Irving John Good, qui a traité des effets des machines surhumaines, si elles étaient inventés:

« Soit une machine ultra-intelligente définie comme une machine qui peut dépasser de loin toutes les activités intellectuelles de n'importe quel homme, quel que soit son quotient intellectuel. Comme la conception des machines est l'une de ces activités intellectuelles, une machine ultra-intelligente pourrait concevoir des machines encore meilleures. Il y aurait dès lors une « explosion d'intelligence », et l'intelligence de l'homme serait laissée loin derrière. Ainsi, la première machine ultra-intelligente est la dernière invention que l'homme doit faire, à condition que la machine soit assez lucide pour nous dire comment la garder sous contrôle. »

Bien que le progrès technologique ait été accéléré, il a été limité par l'intelligence fondamentale du cerveau humain, qui n'a pas, selon Paul Ehrlich, changé de façon significative pendant des millénaires. Cependant, avec la puissance croissante des ordinateurs et d'autres technologies, il pourrait éventuellement être possible de construire une machine qui est plus intelligente que les humains. Si une intelligence surhumaine devait être inventée—soit par l'amplification de l'intelligence humaine, soit par l'intelligence artificielle—elle apportait des capacités de résolution de problèmes et de créativités supérieures à celles dont les humains actuels sont capables,. Car si une IA était créée avec des capacités d'ingénierie qui correspondaient ou surpassaient celles de ses créateurs humains, elle aurait le potentiel d'améliorer de façon autonome ses propres logiciels et matériels ou de concevoir une machine encore plus puissante. Cette machine plus capable pourrait alors continuer à concevoir une machine de capacité encore plus grande. Ces itérations de l'auto-amélioration récursive pourraient s'accélérer, permettant potentiellement d'énormes changements qualitatifs avant toute limite supérieure imposée par les lois de la physique ou le calcul théorique imposés. Il est supposé qu'une telle IA dépasserait de loin les capacités cognitives humaines.
Nick Bostrom dans son livre Superintelligence : Paths, Dangers, Strategies montre que différentes voies peuvent mener à l'explosion de l’intelligence et pas seulement l’intelligence artificielle.

## Plausibilité
La plupart des méthodes proposées pour créer des esprits surhumains ou trans-humains entrent dans une de deux catégories : l'amplification de l'intelligence du cerveau humain et l'intelligence artificielle. Les moyens spéculés pour la première sont nombreux, et incluent le génie biologique, génie génétique, drogues nootropes, assistants d'IA, les interfaces neuronales directes et le téléchargement de l'esprit. L'existence de destins multiples à l'explosion d'intelligence rend une singularité plus probable; Pour qu'une singularité ne se produise pas, ils auraient tous à échouer.
Robin Hanson est sceptique vis-à-vis de l'augmentation de l'intelligence humaine, écrivant que, une fois que l'on a épuisé le « fruit faible » des méthodes faciles pour augmenter l'intelligence humaine, d'autres améliorations deviendront de plus en plus difficiles à trouver. Malgré les nombreux moyens énoncés pour amplifier l'intelligence humaine, l'intelligence artificielle non humaine est l'option la plus citée par les organisations qui avancent cette singularité technologique.[réf. nécessaire]
Que l'explosion d'intelligence survienne ou non dépend de trois facteurs. Le premier facteur, accélérant, est les nouvelles améliorations de l'intelligence rendues possibles par chaque amélioration précédente. Au contraire, à mesure que les intelligences deviennent plus avancées, de nouvelles avancées deviendront de plus en plus compliquées, dépassant peut-être l'avantage d'une intelligence accrue. Chaque amélioration doit pouvoir engendrer au moins une amélioration supplémentaire en moyenne, pour que la singularité continue. Au bout d'un certain moment, les lois de la physique finiront par empêcher d'autres améliorations.
Il y a deux effets accélérants, logiquement indépendants, mais se renforçant mutuellement : d'une part, l'augmentation de la vitesse de calcul et d'autre part, l'amélioration des algorithmes utilisés. Le premier est prévu par la loi de Moore et les améliorations prévues dans le matériel, et est comparativement similaire à l'avance technologique précédente. D'autre part, la plupart des chercheurs en IA[Qui ?] croient que le software est plus important que l'hardware.[réf. nécessaire]

### Amélioration de la vitesse
Que ce soit à propos de l'intelligence humaine ou artificielle, les améliorations matérielles augmentent le taux d'améliorations matérielles futures. Simplement, La loi de Moore suggère que si le premier doublement de vitesse prenait 18 mois, le second prendrait 9 mois, après quoi, quatre mois, deux mois, et ainsi de suite convergent vers une singularité. Une limite supérieure peut éventuellement être atteinte, bien qu'elle soit difficile à mesurer. Stephen Hawkings[réf. nécessaire], a soutenu que la limite supérieure était relativement faible ;
« La croyance en cette idée repose sur une compréhension naïve de ce qu'est l'intelligence. Par analogie, imaginez-nous avoir un ordinateur qui pourrait concevoir de nouveaux ordinateurs (puces, systèmes et logiciels) plus rapidement que lui-même. Un tel ordinateur conduirait-il à des ordinateurs infiniment rapides? Non. Cela pourrait accélérer le taux d'amélioration pendant un certain temps, mais à la fin, il existe des limites à la taille des ordinateurs puissants et rapides. Nous finirions au même endroit ; Nous allons juste y arriver un peu plus vite. Il n'y aurait aucune singularité. Alors que si elle était beaucoup plus élevée que les niveaux d'intelligence humains actuels, les effets de la singularité seraient assez grands pour être indiscernables (pour les humains) d'une singularité avec une limite supérieure. Par exemple, si la vitesse de la pensée pouvait être augmentée d'un million, une année subjective passerait 30 secondes physiques. »
Il est difficile de comparer directement le silicium avec les neurones. Mais Anthony Berglas note que l'ordinateur à  reconnaissance vocale est à l'approche des capacités humaines, et que cette capacité semble occuper 0,01% du volume du cerveau. Cette analogie suggère que le matériel informatique moderne est à quelques ordres de grandeur d'être aussi puissant que le cerveau humain.

### Amélioration de l'intelligence
Certaines technologies de l'intelligence peuvent également avoir le potentiel pour se rendre plus intelligent, en modifiant leur code source,. Ces améliorations devraient apporter d'autres améliorations possibles, ce qui permettrait de procéder à d'autres améliorations possibles, et ainsi de suite.
Ce mécanisme d'explosion d'intelligence diffère d'une augmentation de la vitesse de deux façons. Tout d'abord, il ne nécessite pas d'effet externe : les machines auront encore besoin des humains pour créer du matériel, ou de programmer des usines de manière appropriée.
Deuxièmement, comme avec la conception de la singularité de Vernor Vinge, c'est beaucoup plus difficile de prédire le résultat. Eliezer Yudkowsky compare les changements de l'intelligence humaine : l'homme a changé le monde des milliers de fois plus rapidement que l'évolution ne l'a fait, et de manière totalement différente.
Il y a des dangers associés à une singularité de l'explosion d'intelligence. Tout d'abord, l'objectif de la structure de l'IA ne peut pas être invariante sous l'auto-amélioration, ce qui peut causer l'amélioration de quelque chose qui n'était pas prévu,. Deuxièmement, Les intelligences artificielles pourraient être en compétition pour les ressources vitales que l'humanité utilise pour survivre,.
Bien qu'elles ne soient pas malveillantes, il n'y a aucune raison de penser que les IA pourraient favoriser l'atteinte des objectifs humains, à moins qu'elles ne puissent être programmées comme telles,.

## Impact
Des changements dramatiques des taux de croissance économique se sont produits dans le passé en raison de l'avancement technologique. En se basant sur  la croissance démographique, l'économie a doublé tous les 250 000 ans de l'époque paléolithique jusqu'à la Révolution néolithique. La nouvelle économie agricole a doublé tous les 900 ans, une augmentation remarquable. Dans l'ère actuelle, à partir de la révolution industrielle, la production économique mondiale double tous les quinze ans, soit soixante fois plus vite que pendant l'ère agricole. Si la montée de l'intelligence surhumaine provoque une révolution similaire, affirme Robin Hanson, on s'attendrait à ce que l'économie double au moins tous les trois mois.

### Super-intelligence
Une super-intelligence, (hyper-intelligence ou encore intelligence surhumaine) est un agent hypothétique qui possède une intelligence qui dépasse de loin celle des esprits humains les plus brillants et les plus talentueux. La « super-intelligence » peut également se référer à la forme ou au degré d'intelligence possédé par un tel agent.
Les prévisionnistes et les chercheurs de la technologie sont en désaccord quant au dépassement de l'intelligence humaine. Certains font valoir que les progrès de l'intelligence artificielle (IA) entraîneront probablement des raisonnements qui manquent de limitations cognitives humaines. D'autres pensent que les humains évolueront ou modifieront directement leur biologie afin d'obtenir une intelligence radicalement plus grande. Un certain nombre de scénarios d'études à terme combinent des éléments de ces deux possibilités, ce qui suggère que les humains sont susceptibles d'interagir avec les ordinateurs,,.

### Risque existentiel
Berlgas note qu'il n'existe pas de motivation directe pour une IA à être amicale avec les humains. L'évolution n'a pas de tendance inhérente à produire des résultats valorisés par les humains, et il y a peu de raisons de s'attendre à un processus d'optimisation arbitraire, afin de promouvoir un résultat souhaité par l'humanité. Le chercheur en intelligence artificielle, Hugo de Garis, suggère que les intelligences artificielles peuvent simplement éliminer la race humaine pour avoir accès à des ressources limitées, et les humains seraient impuissants à les arrêter,,.
Eliezer Yudkowsky a proposé que des recherches soient entreprises pour produire une intelligence artificielle amicale afin de remédier aux possibles dangers. Il a noté que la première IA réelle à avoir une bonne conception de l'amélioration de soi, pourrait empêcher les IA hostiles de se développer, tout en offrant d'énormes avantages à l'humanité.
Bill Hibbard (2014) propose une conception de l'IA qui évite plusieurs dangers, y compris l'auto-illusion, ou la corruption. Il a également traité des impacts sociaux de l'IA. Son livre de 2001 Super-Intelligent Machines préconise le besoin d'éducation publique concernant l'IA et le contrôle public sur l'IA.
Une approche hypothétique pour tenter de contrôler une intelligence artificielle est une IA box,,, où l'intelligence artificielle est restreinte dans un monde simulé et ne peut pas affecter le monde extérieur. Cependant, une IA suffisamment intelligente peut tout simplement y échapper.